# Quinta giusta

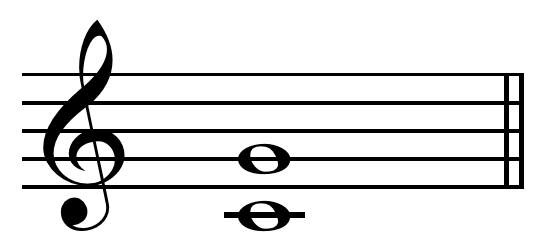
Quinta giusta.

L'intervallo di quinta giusta è l'intervallo esistente tra due note distanti tra loro 7 semitoni, ovvero 3 toni e un semitono. Per esempio, la quinta giusta del Do è il Sol.
Due note distanti tra loro una quinta giusta suonate insieme in un bicordo armonico hanno una consonanza perfetta, quindi le due note si fondono insieme in una piacevole armonia uditiva.

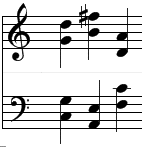
Alcuni intervalli di quinta.

Nella scala naturale le frequenze di due note che distano un intervallo di quinta giusta stanno nel rapporto esatto di 3/2. La scala temperata (vedi la voce temperamento equabile) richiede che questo rapporto assuma un valore leggermente diverso, dato da 
{\displaystyle {\sqrt[{12}]{2^{7}}}=1,49830707\ldots }
molto vicino a 3/2 = 1,5.